# Goldfields Highway
Der Goldfields Highway ist eine Fernstraße im Zentrum des australischen Bundesstaates Western Australia. Er verbindet die Widgiemootha Road in Kambalda West mit dem Great Northern Highway in Meekatharra.

## Verlauf
Die Fernstraße beginnt in Kambalda West als Fortsetzung der Widgiemootha Road (R94), die wiederum südwestlich von Kambalda nach Nordosten vom Coolgardie-Esperance Highway (N94) abzweigt. Nach 60 km ist die Doppelstadt Kalgoorlie-Boulder erreicht. Dort mündet der Great Eastern Highway (R94) von Westen, während der Goldfields Highway als ALT 94 nach Norden über Menzies nach Leonora führt. Dort zweigt nach Osten die Laverton Leonora Road ab, die ab Laverton zur Great Central Road wird.
Weiter führt der Highway nach Norden über Leinster nach Wiluna. Dort zweigt nach Osten eine Straße ab, die ab Old Carnegie zum Gunbarrel Highway wird. Nach Norden führt die längste und härteste Outbackpiste Australiens, die Canning Stock Route, weiter, während der Goldfields Highway – nun unbefestigt – weitere 184 km nach Westen verläuft und am Great Northern Highway in Meekatharra endet.